# Bar-Ilan-Universität

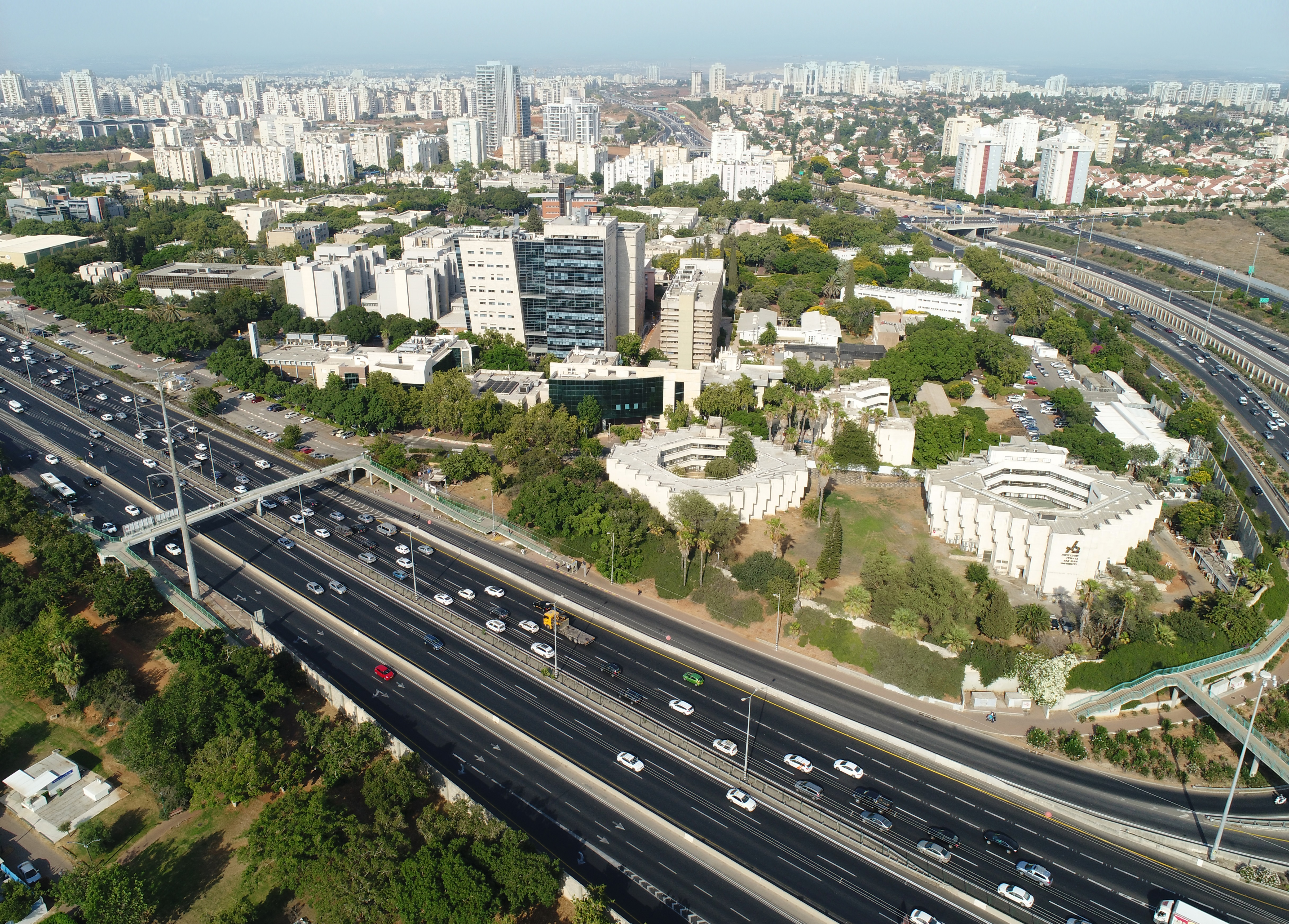
Luftaufnahme des Universitätsgeländes (2010)

Die Bar-Ilan-Universität (hebräisch אוניברסיטת בר-אילן, arabisch جامعة بار-ايلا; kurz BIU) ist eine staatliche, jüdisch-religiös geprägte Universität in Ramat Gan, im Bezirk Tel Aviv, Israel. Sie wurde am 7. August 1955 eröffnet und ist nach der Fernuniversität Israels die zweitgrößte Universität des Landes mit 36.000 Studenten (mit den zugehörigen Colleges) und 1700 wissenschaftlichen Mitarbeitern.

## Organisation
Die BIU hat sechs Fakultäten:
- Exakte Wissenschaften
- Umweltwissenschaften
- Sozialwissenschaften
- Geisteswissenschaften
- Jüdische Studien
- Recht

## Studium, Lehre und Forschung
In den Fakultäten für Naturwissenschaften, Lebens-, Geistes- und Sozialwissenschaften, Jüdische Studien und Rechtswissenschaften sowie in interdisziplinären postgraduellen Ausbildungszentren unterrichten 1600 Lehrbeauftragte mehr als 30.000 Studierende. Die größten israelischen Schulen für Erziehung und Sozialarbeit sowie eine der weltweit besten Fakultäten für Jüdische Studien sind an der BIU beheimatet.
Die BIU beheimatet international bekannte Forschungsinstitute für Physik, medizinische Chemie, Werkstoff- und Nanowissenschaften, angewandte und reine Mathematik, Krebs- und Gehirnforschung, Wirtschaft, strategische Studien, Entwicklungspsychologie, Archäologie, jüdisches Recht und Philosophie sowie andere Bereiche. In den Bibliotheken befindet sich ein Bestand von mehr als 1.000.000 Büchern, einschließlich einzigartiger Sammlungen von antiken Judaica.
Rund 60 Universitäten in aller Welt sind mit der BIU über Vereinbarungen verbunden, darunter 13 Universitäten aus Deutschland. Wie andere israelische Forschungseinrichtungen erhielt die BIU im Rahmen verschiedener Programme, wie etwa Minerva, DIP, GIF, BMBF-MOST und von der DFG finanzielle Mittel. Einige der erfolgreichsten EU-Netze begannen mit einer Kooperation zwischen BIU und deutschen Forschenden. Die Universität ist Inhaber von rund 100 aktiven Patenten, von denen einige durch deutsche Industrieunternehmen kommerziell genutzt werden.
Die Abschlüsse sind in Deutschland anerkannt.

## Geschichte
Die Universität wurde nach dem Rabbiner Meir Bar-Ilan (ursprünglich Meir Berlin), einem Führer des religiösen Zionismus, benannt, der die Errichtung der Universität in den frühen 1950er Jahren initiiert hatte. Er studierte an deutschen orthodoxen Seminarien in Berlin und sah eine Notwendigkeit für eine Institution, die einen dualen Studienplan mit weltlichen akademischen Studien, sowie religiösen Thora-Studien anbot. So wurde die Universität im August 1955 als die erste jüdisch orthodoxe Universität gegründet. Es lehrten hier allerdings auch säkulare Dozenten wie der marxistische Politikwissenschaftler Joseph Berger. Ihr erster Präsident war Pinchas Churgin und ersten Jahr waren 150 Studenten eingeschrieben.
1982 gründete die Universität das College für Judäa und Samaria, einen Ableger in der israelischen Siedlung Ariel im besetzten Westjordanland. Dies hatte international Boykott-Aufrufe gegen die Universität zur Folge. Im Jahr 2005 wurde es als Universität Ariel eigenständig. An der Universität besteht eine eigene Gruppe zur Bekämpfung von Boykotten, das „International Advisory Board for Academic Freedom“.
In der Kontroverse, die die Weiterentwicklung des Friedensprozesses von Jitzchak Rabin begleitete, waren radikale Bewegungen auf dem Campus aktiv. Rabins Attentäter, Jigal Amir, war ein Jura- und Informatikstudent der BIU. Die Ermordung am 4. November 1995 entsetzte die Universitätsbehörden, die von der Öffentlichkeit und von der Presse des Extremismus beschuldigt wurden. Einer der Schritte, die die Universität danach unternahm, war es, den Dialog zwischen linksgerichteten und rechtsgerichteten Studenten anzuregen, indem z. B. für die Teilnahme an Diskussionen mit der Gegenseite Kreditpunkte vergeben wurden.
Im Jahr 2010 forderte der Rektor der Universität die Entlassung von israelischen Professoren, die akademische Boykott-Aufrufe gegen Israel unterstützen.
Im April 2015 schloss die Universität mit der Freien Universität Berlin ein Kooperationsprojekt zur Erforschung des mesopotamischen Beitrags zur Heilkunde im Altertum. Zwischen den medizinischen Keilschrifttexten in akkadischer Sprache aus dem 1. Jahrtausend v. Chr. und den medizinischen Texten des mehrere Jahrhunderte später ebenfalls in Mesopotamien entstandenen Babylonischen Talmuds lassen sich Zusammenhänge nachweisen.
Experten in Israel haben 2019 15 irakische Sozialarbeiterinnen für die Behandlung von traumatisierten Überlebenden des Genozids an den Jesiden geschult.